# بريان كوبر
بريان كوبر (بالإنجليزية: Bryan Cooper)‏ هو فارس أيرلندي، ولد في 7 أغسطس 1992 في ترالي ‏ في جمهورية أيرلندا.